# Zartako-K
Zartako-K va ser una banda de street-ska formada a Tafalla (Navarra) que barrejava l'ska caribeny amb melodies més violentes, com el punk i l'Oi!. El grup es descriu a si mateix com d'ska de carrer perquè la seva música no és la mateixa que la que feien els jamaicans.

## Biografia
El primer concert públic el van fer el 31 de maig de 2008 a Tafalla, però assajaven molt abans i el grup va patir molts canvis fins a arribar a la primera formació estable formada per set membres: "Goito", Endika, "Puntxon", Ibai, Juan, Ozcariz i Magan. Des d'aleshores i fins al 2012 van fer concerts arreu de Navarra.
El 2012 van publicar el seu primer disc amb el nom de Kalekumeak. L'àlbum presenta nou cançons escrites en castellà i basc, que tracten temes polítics (presó, pàtria) i temes culturals (cultura Rude Boy, amics) i un parell de cançons instrumentals.
El 2014, el van gravar una cançó per a Nafarroa Oinez a l'estudi de Miguelo : "Esan, Izan, Sangüesa" i el 8 de febrer van donar el seu centè concert a Tafalla. L'octubre del mateix any van presentar el seu segon treball: Odol Berria (2014), que consta d'onze cançons. Al disc s'hi pot trobar una versió de The Specials, així com moltes cançons que critiquen la societat, com ara Attack on the Assault o La Lista Negra. En aquest disc hi pren un paper més important el nou teclista, Asier, així com es nota una millora en la qualitat de la producció. Hi figura la cançó "La Llista Negra", de la que es va produir un vídeoclip enregistrat per Joseba Jauregi pels carrers de Tafalla. Aquesta cançó denuncia irònica i ràpidament la repressió que pateix tot el col·lectiu independentista de Navarra, un tema que ha esdevingut molt important després del que va passar als joves d'Altsasu.
Després de dos anys donant concerts, la banda va presentar el seu tercer àlbum en directe a Tafalla el 22 d'octubre de 2016, amb el nom de Alienados (2016). El disc consta de dotze cançons, la majoria escrites en basc i un parell en castellà. Es pot destacar el treball dels instruments de vent així com l'ús de moltes melodies diferents per expressar idees i emocions diferents. Són crítics políticament, però demanen lluitar amb optimisme.
L'any 2018 "RUDE ALA HIL!" van emprendre una gira per celebrar el desè aniversari de la banda. Més tard, van anunciar que el 2018 seria el seu últim any als escenaris, després de deu anys d'activitat. Se’ls va acollir amb l'eslògan "Hem nascut al carrer, morirem al carrer" i a finals del 2018 van tocar a llocs que han tingut un impacte especial en la seva història, com ara Nafarroa Oinez, la nit de Sorgin o pobles que els han estat especials. L'últim concert el van fer el 29 de desembre, al Festival Hatortxu Rock per als presos.

## Membres
- Juan Torralba - Trombó
- Iñigo Ozcariz - Trompeta
- Ion Urrea "Boing" - Saxòfon
- Alaitz Lizarazu "Puntxon" - Baix i cor
- Endika Iriso - Veu i (Saxòfon tenor)
- Dani JaleO - Bateria
- Aritz Ibero "Goito" - Guitarra i Cor
- Asier Aierra - Teclat[10]

### Videoclips
- La Lista Negra[11]
- Burusoila[12]
- Esan Izan Zangozan (Nuria Abadiaren hitzak)[13]